# Mine de Buick-Casteel
La Mine de Buick-Casteel (Buick-Casteel Mine en anglais) est une mine de cobalt située dans le Comté d'Iron dans le Missouri aux États-Unis.
Elle est exploitée par la société Doe Run Resources Corporation.

## Historique
Un accident a lieu en 1998, tuant Jeffrey Sadler, géomètre expérimenté. Une enquête de l'agence du travail (department of labor, équivalent américain du ministère du travail) souligne des défaillances humaines, notamment dans la vérification de l'état des sols, de la part de Doe Run.